# Walter Lewis
Walter Aiken Todd Lewis (ur. 17 lipca 1885 w Orangeville, zm. 29 maja 1956 w Quebecu) – kanadyjski wioślarz i wojskowy, brązowy medalista olimpijski.
Wystąpił na igrzyskach olimpijskich w Londynie w 1908 roku, gdzie kanadyjska ósemka w składzie: Irvine Robertson, Joseph Wright, Julius Thomson, Walter Lewis, Gordon Balfour, Becher Gale, Charles Riddy, Geoffrey Taylor i Douglas Kertland zdobyła brązowy medal. 
Po wybuchu I wojny światowej wstąpił do British Army. Odznaczony Krzyżem Wojskowym z okuciem. Zdemobilizowany w stopniu porucznika. 